# 西平州 (北宋)
西平州，中国北宋时设置的州。
元祐二年（1087年），西南磻石以定等自称西平州武圣军，治所在附唐县（今贵州省兴义市）。属广南西路。后废。